# 투델라
투델라(스페인어: Tudela)는 스페인 나바라주에 위치한 지역으로, 2018년 기준 인구는 약 35,593명이다. 나바레주에서 인구가 두 번째로 인구가 많으며, 리베라 지역의 경제 및 상업의 중심지이다.